# Karl Bushby
Karl Bushby (nascido em 30 de março de 1969) é um aventureiro e ex-paraquedista britânico, conhecido por sua tentativa de realizar a primeira circum-navegação do mundo em uma jornada contínua e ininterrupta a pé. Batizada de Goliath Expedition, a jornada representa um dos mais ambiciosos projetos de exploração moderna, iniciada em 1998 em Punta Arenas, Chile, com um trajeto planeado de mais de 58.000 quilómetros.
O objetivo final é regressar à sua cidade natal, Hull, na Inglaterra, seguindo regras rigorosas que proíbem qualquer forma de transporte terrestre e exigem a travessia a pé de barreiras naturais formidáveis, como o Estreito de Bering, que separa a América da Ásia. Ao longo de mais de duas décadas, a expedição tem enfrentado obstáculos extremos, não apenas geográficos, mas também burocráticos, sendo o mais notável uma proibição de reentrar na Rússia que durou cinco anos e interrompeu severamente o seu avanço pelo continente asiático.

## Vida e Carreira Militar
Karl Bushby nasceu e foi criado em Hull, Inglaterra. Ele é pai de um filho, Adam, que era criança quando a expedição começou, um facto frequentemente destacado no contexto do sacrifício pessoal da sua jornada. Antes de se tornar um aventureiro, ele teve uma longa e notável carreira no Exército Britânico, onde serviu por 20 anos como paraquedista.
Durante o seu serviço militar, que começou em 1987, Bushby integrou o 3º Batalhão do Regimento de Paraquedistas, uma unidade de forças especiais de elite. A sua carreira não se limitou a saltos de paraquedas; ele foi treinado como instrutor de sobrevivência e participou em operações em diversos ambientes hostis ao redor do mundo. Esta experiência de duas décadas foi crucial para moldar a sua resiliência física e mental, além de lhe proporcionar um conhecimento profundo de táticas de sobrevivência, logística e navegação. Ele deixou o exército formalmente em 2007, já com a "Goliath Expedition" em andamento.

## Goliath Expedition

### Conceito e Motivação
A "Goliath Expedition" é o nome oficial do projeto de Karl Bushby para realizar a primeira circum-navegação terrestre do globo de forma contínua e ininterrupta a pé. O conceito central da expedição é a criação de um "trilho" único e documentado ao redor do mundo, cobrindo uma distância estimada de 58.000 quilómetros (36.000 milhas). As regras autoimpostas são excecionalmente rigorosas: Bushby não pode utilizar qualquer forma de transporte terrestre. Se for forçado a sair da sua rota — por exemplo, para resolver questões de visto —, ele tem a obrigação de retornar exatamente ao último ponto em que esteve para continuar a caminhada.
A motivação para uma jornada de tal magnitude surgiu durante os seus últimos anos no exército, quando procurava um desafio que superasse as suas experiências nas forças especiais. Bushby afirmou em entrevistas que a sua principal inspiração não era quebrar um recorde pelo simples feito, mas sim o desejo de pioneirismo — fazer algo que nunca havia sido tentado sob um conjunto de regras tão estritas. O objetivo era tanto uma prova de resistência física e mental como uma exploração geográfica e cultural em um ritmo puramente humano.

### Rota e Metodologia
A rota da "Goliath Expedition" foi desenhada para ser uma linha contínua que atravessa quatro continentes e dezenas de países. A jornada começou no extremo sul da América do Sul, em Punta Arenas, Chile, em 1998. A partir dali, o plano consistia em caminhar para o norte, atravessando toda a extensão das Américas, o que incluiu a passagem pela perigosa Selva de Darién, entre a Colômbia e o Panamá. O ponto mais crítico da rota é a travessia do Estreito de Bering, conectando o Alasca (EUA) à Sibéria (Rússia), uma fronteira de gelo que ele conseguiu cruzar a pé em 2006. Após a Rússia, o trajeto segue para oeste através da Ásia e Europa, culminando na caminhada final de regresso a Hull.
A metodologia de Bushby é de autossuficiência extrema. Para transportar o seu equipamento, que pode chegar a pesar 100 kg, ele utiliza um carrinho de carga modificado e robusto, que ele apelidou de "The Beast" (A Fera). A navegação é realizada através de uma combinação de mapas tradicionais e tecnologia GPS. Para as travessias de rios ou outros corpos de água onde a caminhada é impossível, as regras da expedição permitem o uso de meios não motorizados, como caiaques ou botes, garantindo que todo o progresso em terra seja feito exclusivamente a pé.

### Desafios e Interrupções
A "Goliath Expedition" tem sido definida tanto pela perseverança de Bushby como pelos imensos obstáculos que quase a inviabilizaram. Os desafios podem ser divididos entre barreiras geográficas extremas e, principalmente, complicações burocráticas internacionais.
No início da jornada, Bushby enfrentou terrenos como a Selva de Darién, uma região pantanosa e sem estradas entre a Colômbia e o Panamá. Em 2006, ele completou a perigosa travessia a pé do Estreito de Bering congelado, um feito de resistência que o levou do Alasca à região de Chukotka, na Rússia. No entanto, foi precisamente na chegada à Rússia que os seus maiores desafios começaram. Ao entrar no país sem um visto de entrada adequado (pois não há postos de fronteira no meio do estreito), Bushby foi detido por autoridades russas sob a acusação de espionagem e violação de fronteira.
Embora as acusações mais graves tenham sido retiradas, o incidente marcou o início de uma longa batalha burocrática. Durante anos, ele só conseguia vistos de turista de 90 dias, forçando-o a caminhar por um breve período e depois sair do país, o que tornava o progresso pela vasta Sibéria extremamente lento. A situação culminou numa proibição de reentrada na Rússia que durou cinco anos, paralisando completamente a expedição entre 2008 e 2013. Mesmo após o fim da proibição, a jornada continuou a ser um ciclo de "anda-e-para", com constantes desafios para obter vistos para os países da Ásia Central, o que atrasou o cronograma em mais de uma década e impôs um pesado fardo financeiro e pessoal.

### Status Atual da Expedição
Após enfrentar um impasse na fronteira do Turquemenistão e com a impossibilidade de atravessar o Irão ou a Rússia devido a tensões geopolíticas, Karl Bushby tomou uma das decisões mais drásticas da sua jornada. Em agosto de 2024, para contornar os territórios bloqueados e manter a sua linha contínua, ele realizou a travessia a nado do Mar Cáspio. A travessia de 288 km, do Cazaquistão ao Azerbaijão, foi completada em 31 dias, com a ajuda de uma equipa de apoio.
Após o feito no Cáspio, Bushby atravessou o Azerbaijão, a Geórgia e a Turquia. Em maio de 2025, ele alcançou um marco simbólico fundamental ao cruzar a pé a Ponte do Bósforo, em Istambul, chegando oficialmente ao continente europeu e iniciando a reta final da sua expedição.
Com a chegada à Europa, Bushby planeia agora a última etapa da jornada, que o levará através de vários países europeus até ao Canal da Mancha. A sua previsão é de que a caminhada final o leve até à sua cidade natal, Hull, para a conclusão da "Goliath Expedition" em 2026.

## Recepção e Cobertura da Mídia
Ao longo das suas quase três décadas, a "Goliath Expedition" atraiu significativa atenção da mídia internacional, que acompanhou tanto os seus progressos como os seus longos períodos de interrupção. A sua história foi coberta por alguns dos mais respeitados veículos de comunicação do mundo, incluindo o The New York Times, a BBC, o The Guardian, a National Geographic e, mais recentemente, o The Economic Times.
A jornada de Bushby foi tema de vários documentários televisivos, que se focaram especialmente nos seus desafios na Rússia e na travessia do Estreito de Bering. Em 2007, Bushby publicou o livro Giant Steps, que narra a primeira fase da sua expedição, desde a América do Sul até à América do Norte.
A receção pública e na comunidade de exploradores é, em geral, de grande admiração pela sua perseverança e pela pureza das regras da sua expedição. Ele é frequentemente descrito como uma figura de determinação obstinada, cuja jornada é vista como uma das últimas grandes explorações pioneiras da era moderna. A continuidade da expedição depende de uma combinação de patrocínios e doações do público, que foram cruciais para o apoiar durante os longos períodos de pausa forçada.